# KOI (esport)
Pour les articles homonymes, voir KOI.
KOI, actuellement connu sous le nom de Movistar KOI pour des raisons de sponsoring, est une équipe espagnole d'esport, créée le 15 décembre 2021 par le streamer espagnol Ibai Llanos et l'ancien footballeur espagnol Gerard Piqué. Ils sont présents sur plusieurs jeux vidéo : League of Legends, VALORANT, EA Sports FC 25, Teamfight Tactics, Counter-Strike 2, Pokémon, Free Fire et Fortnite. Fondé à Barcelone, le siège de l'équipe se trouve actuellement à Madrid. Le club possède également des locaux à Berlin.

## Histoire de l'équipe
C'est le 1er septembre 2021 qu'un projet d'équipe e-sport est abordé par Ibai Llanos, avec comme cofondateur Gerard Piqué, un ancien footballeur espagnol. Rien ne fut vraiment définitif à ce moment-là, mais, pour annoncer le nom et le logo de l'équipe, les sponsors, ainsi que les joueurs, il décide de faire un événement au Palau Sant Jordi de Barcelone, où tout y sera dévoilé le 15 décembre 2021. Devant 15 000 personnes sur place et plus de 350 000 personnes sur Twitch, KOI vient de naître.
Durant cet événement, l'effectif de la première équipe League of Legends de KOI est annoncé. Elle jouera en LVP Superliga, la ligue espagnole de League of Legends. KOI disputa dans la foulée le premier match de son histoire contre la Karmine Corp, dont les similitudes (clubs fondés récemment par des streamers à succès) laissent présager une future rivalité. Ibai annonce également une deuxième équipe, cette fois-ci sur VALORANT, sans donner toutefois donner plus de détails sur les joueurs.
L'équipe a annoncé débarquer sur Teamfight Tactics le 31 mars 2022, puis sur FIFA 23 le 3 octobre 2022, en rejoignant la e-LaLiga.
Mais c'est surtout le 6 octobre 2022 que KOI va prendre de l'ampleur. Ibai annonce un partenariat avec Infinite Reality, qui est propriétaire de l'équipe américaine Rogue. Toutes les équipes existantes de Rogue et de KOI sont désormais regroupées sous la bannière de l'équipe espagnole. Ainsi, l'équipe espagnole débarque sur Rainbow Six Siege, sur Rocket League, mais surtout en LEC, la principale ligue européenne de League of Legends.
Cependant, l'idylle entre Infinite Reality et KOI ne se passe pas comme prévu. Au-delà des résultats sportifs décevants, Infinite Reality ne peut payer tous les salaires de l'équipe. Ibai doit ainsi dépenser 3 millions d'euros de son compte personnel pour rattraper tous les retards de paiement. À la fin de l'année, le partenariat entre Infinite Reality et KOI est rompu. KOI redevient Rogue sur Rainbow Six Siege et en LEC, tandis que KOI conserve ses divisions Valorant, FIFA et ses équipes académiques et féminines sur League of Legends, mais perd donc sa place en LEC.
Le 4 janvier 2024, OverActive Media, qui possède l'équipe des MAD Lions, annonce et publie une intention de lettre d'achat pour acquérir KOI et Movistar Riders, une troisième place forte de l'esport espagnol. À la suite de cette LIA, toutes les équipes MAD Lions (l'équipe LEC, l'équipe féminine League of Legends et l'équipe Valorant Game Changers) deviennent MAD Lions KOI, tandis que les divisions possédées par KOI et Movistar Riders sont unies sous la bannière Movistar KOI. Cette acquisition signe le retour de l'équipe en LEC, sous une nouvelle bannière, mais également son entrée sur Counter-Strike 2 et Pokémon. Ces divisions sont temporaires, un logo et un nom unifié étant mis en place à la fin de l'année 2024.
Après l'avoir déjà évoqué en stream plus tôt durant l'automne, Ibai annonce le 6 décembre 2024, à l'occasion de la KOICON au Palacios Vistalegre, que le branding Movistar KOI utilisé en 2024 sera la marque définitive pour toutes les équipes, y compris en LEC. MAD Lions est donc complètement absorbé au sein de la marque Movistar KOI.

## League of Legends

### Débuts en showmatchs contre la Karmine Corp
Le premier match de l'équipe est un showmatch au Palau Sant Jordi de Barcelone contre la Karmine Corp, actuel double tenant des Amazon European Masters et qui vient de frapper un grand coup avec le recrutement du joueur star Martin « Rekkles » Larsson. Le roster espagnol, révélé sur scène est composé de Enzo « SLT » Gonzalez (toplaner), Luis « Koldo » Pérez (jungler), Jørgen « Hatrixx » Elgåen (midlaner), Rafa « Rafitta » Ayllón Zapata (Botlaner) et de Daniel « seaz » Binderhofer (support), ainsi que Jesús « Falco » Pérez (Head Coach). Dans une rencontre serrée, c'est KOI qui s'impose et gagne le premier match de son histoire 2-1, devant près de 15 000 personnes. Mais  Kameto annonce que le 8 janvier 2022, il y aura un match retour, cette fois-ci au Carrousel du Louvre, à Paris. Devant plus d'un millier de personnes dans la salle et un pic à 366 000 spectateurs cumulés sur les streams d'Ibai et de Kameto, le blue wall se venge en gagnant 2-1 face à KOI.

### KOI en SuperLiga

#### Saison 2022
Le premier match officiel de l'équipe sera en LVP, face au Barça eSports. Ce sera la première victoire de KOI dans une compétition officielle, et d'une façon plutôt convaincante. Lors du match retour face à Fnatic TQ, l'ADCarry de l'équipe Rafa « Rafitta » Ayllón Zapata signe un pentakill avec sa Jinx. À la fin de la saison régulière du Spring Split de la LVP, KOI se place à la 3e position, avec un score de 10-8. Ils se retrouvent en playoffs face à Movistar Riders et remportent la partie 3-1. Ils rencontrent ensuite les basques de BISONS ECLUB, et doivent s'incliner après une lourde défaite 3-0.
Après une certaine déception lors du Spring Split, KOI organise quelques changements dans l'effectif. En effet, Enzo « SLT » Gonzalez et Jørgen « Hatrixx » Elgåen sont remplacés par Matti « WhiteKnight » Sormunen, en provenance d'Astralis en LEC et Francisco José « Xico » Cruz Antunes de Team BDS Academy en LFL. Jesús « Falco » Pérez subira le même sort et sera remplacé par Danusch « Arvindir » Fischer, venant de BIG en Allemagne. Avec ces changements, l'équipe a des ambitions, notamment d'accéder aux European Masters. KOI finit 6e de la saison régulière et parvient tout juste à se qualifier aux playoffs, avec un bilan de 9-9. Ils rencontrent l'équipe académique de G2 Esports, G2 Arctic, et parvient à battre l'équipe 3-2 durant un BO5 disputé. Seulement, l'histoire se répète et KOI se retrouve encore une fois face aux BISONS et s'inclinent de nouveau 3-1. La saison 2022 de l'équipe s'achève donc ici, après une 4e position, loin des ambitions de l'équipe.
En automne, KOI participe à sa première Iberian Cup, équivalent de la Copa del Rey sur League of Legends. KOI passe les premiers tours avec une certaine facilité, mais échouent en demi-finale face aux UCAM Tokiers 3-0. Cela conclut la saison 2022 de la jeune équipe espagnole.
1. ↑  SLT est placé sur le banc ; son départ n'a été officialisé que le 16 décembre 2022.

#### Saison 2023
Pour 2023, l'équipe de LVP se renomme Finetwork KOI (aussi appelé KOI Academy) après le partenariat avec Rogue. Ce partenariat entraine aussi une fusion avec l'équipe académique de Rogue, AGO Rogue, qui se trouvait en Pologne. L'équipe est donc repensée ; KOI se sépare de WhiteKnight, Xico et Raffita pour laisser la place à Jakub « Sinmivak » Rucki (toplaner), Damian « Lucker » Konefał (AD Carry), précédemment chez AGO Rogue, et João Miguel « Baca » Novais Bigas (midlaner), précédemment chez Fnatic TQ. Danusch « Arvindir » Fischer (Head Coach) est promu à la nouvelle équipe en LEC, et est remplacé par son Assistant Coach du split précédent, Tiago « Aziado » Rodrigues. Mais le résultat de la saison régulière ne fut pas celui espéré. L'équipe finit sur un bilan de 6 victoires et 12 défaites, après un Spring Split difficile. Ils finissent à la 8e position en championnat et ne sont donc pas qualifiés pour les playoffs.
Cette mauvaise performance doit être vite oubliée, et des changements sont effectués pour le Summer Split. Lucker et seaz laissent leurs places à Josip « Jopa » Čančar (AD Carry), un jeune joueur ayant montré de belles performances durant les EMEA Masters du Printemps dans l'équipe du Partizan Esports et Paul « Stend » Lardin (support), en provenance de Giants. Aziado cède sa place de Head Coach à Gonçalo « Crusher » Pinto Brandão, en provenance de Fnatic en LEC, et devient Strategic Coach. Pour la première semaine de la Superliga, l'équipe fraîchement renouvelée s'offre 3 victoires et un pentakill de Jopa avec Jinx face à Guasones. Malgré des résultats plus irréguliers par la suite, l'équipe est deuxième du championnat à la mi-saison. Cependant, la fin de la saison régulière a été très difficile avec 6 défaites sur les 7 derniers matchs. L'équipe est tout de même qualifiée en playoffs et affronte Los Heretics, l'équipe académique de Team Heretics. L'équipe montre alors une meilleure forme que sur les dernières semaines de compétition et l'emporte 3-1. KOI bat ensuite Giants 3-2 avant de retrouver les Movistar Riders pour une place en finale et une qualification pour les EMEA Masters. Malheureusement pour les noirs et violets, ils s'inclinent 3-1. KOI finit sa saison sur une 3e place, le meilleur résultat de leur histoire en SuperLiga, mais insuffisant pour obtenir une place aux EMEA Masters.
KOI joue également la Iberian Cup 2023, où ils arrivent jusqu'en finale, la première de l'histoire du club. Ils s'inclinent cependant face à Los Heretics 3-0.
1. ↑  Lucker et seaz ont été placé sur le banc ; leur départ n'a pas été officialisé.

### KOI en LEC

#### Saison 2023
Après un partenariat annoncé le 6 octobre 2022 avec Rogue, l'équipe débarque en LEC pour la saison 2023. C'est avec un roster composé majoritairement des joueurs présents lors de la dernière saison de Rogue qui se trouvent dans l'équipe actuelle. Ainsi, Kim « Malrang » Geun-seong (jungler), Emil « Larssen » Larssen (midlaner), Markos « Comp » Stamkopoulos (AD Carry) et Adrian « Trymbi » Trybus (support) reste dans l'effectif, tout comme Simon « fredy122 » Payne, Head Coach de Rogue. Pour remplacer Andrei « Odoamne » Pascu sur la toplane, ils chossissent Mathias « Szygenda » Jensen, de Vitality.Bee, l'équipe académique de Team Vitality. Ils décident aussi de promouvoir Danusch « Arvindir » Fischer, qui était Head Coach de KOI en Superliga.
La première semaine de la saison 2023 débute pour KOI par un 2-1 en l'emportant face à Team BDS et à Excel Esports, mais doivent s'incliner face à Fnatic. La deuxième semaine est plus complexe pour l'équipe qui se voit perdre face à Team Heretics, MAD Lions et SK Gaming, ce qui positionne KOI à la 7e place, avec un score de 2-4. Malgré tout, la dernière semaine de la saison régulière fut correcte pour l'équipe, qui arrive à s'emparer de 2 victoires contre Team Vitality et Astralis, et parvient à se qualifier à la phase suivante, même avec une défaite contre G2 Esports. KOI se retrouve dans le groupe A et affronte SK Gaming lors d'un BO3 que remporte les espagnols. Ils avancent vers la suite de cette phase de groupe, et se qualifient en battant Team Vitality 2-0. Ils avancent et se retrouvent en finale des gagnants face à G2 Esports. Ils s'inclineront 3-1, malgré un pentakill de Comp avec Sivir. L'équipe arrive alors en loser bracket, où ils affrontent MAD Lions mais s'inclinent encore 3-1. Pour son premier split en LEC, KOI se hisse à la 3e position, ce qui est de bon augure pour la suite de la saison.
Le Spring Split commence difficilement, KOI n'obtenant qu'une seule victoire face à Team Heretics, et se retrouve en 1-2. L'équipe arrive ensuite à gagner face aux tenants du titre G2 Esports et face à SK Gaming. Ils arrivent ainsi en 3-3 avant la dernière semaine. Ils ne prennent qu'une victoire que face à la lanterne rouge de la ligue Excel Esports, et finissent de nouveau en 7e position avec le même score de 4-5. Ils sont qualifiés pour la phase suivante. KOI se trouve cette fois-ci dans le groupe B et doit affronter G2 Esports. KOI prend sa revanche du winter et réussit à s'emparer de la victoire 2-1. Ils doivent affronter ensuite BDS, mais s'inclinent 2-0. Ils descendent dans le loser bracket, de nouveau face à G2. Cette fois-ci, c'est les samouraïs qui gagnent 2-1. KOI est éliminé du Spring Split et ne participera pas au MSI 2023.
Avant le début du Summer Split, KOI annonce le départ de Trymbi, remplacé par Henk « Advienne » Reijenga, de chez Fnatic. Pour la première semaine de ce troisième segment, l'équipe n'arrive pas à convaincre. Ils achèvent cette semaine difficile en 1-2, avec une victoire face à Excel Esports et deux défaites face à BDS et MAD Lions. En deuxième semaine, KOI finit de nouveau en 1-2, pour un bilan total de 2-4, menaçant la qualification des espagnols pour la suite de la compétition. La dernière semaine de saison régulière fut rassurante pour KOI. Même s'ils doivent s'incliner face à G2, ils prennent 2 victoires face à Vitality et Astralis. Ils sortent de cette saison régulière à la 8e place avec un score de 4-5, score similaire aux deux premiers splits de la saison, et passent donc à la phase de groupe. Ils rencontreront encore une fois G2 et se font battre 2-0 par les samouraïs. Ils descendent dans le loser bracket où ils affrontent Team Heretics. Après 2 parties très longues, les noirs et violets ne parviennent pas à se défaire des Heretics et doivent s'incliner 0-2 et sont éliminés du Summer Split.
Même avec cette élimination précoce, la saison de KOI n'est pas potentiellement finie pour autant. Les bonnes performances au Winter et au Spring laissent entrevoir la possibilité à KOI de participer aux LEC Season Finals, où les six meilleures équipes sur les 3 splits s'affrontent pour obtenir une place aux Worlds et pour le titre de Champion d'Europe. Pour valider leur participation il fallait que ni Excel, ni Team Heretics aillent en finale du Summer Split. Cependant, le pire est arrivé avec la qualification d'Excel pour la finale du Summer Split, clôturant la saison de l'équipe espagnole dès le mois de juillet.
KOI, malgré ses 3-4 joueurs champions en titre du LEC, signe une année décevante comparée à ses ambitions et son effectif. À cela s'ajoute les problèmes extra-sportifs lié à la situation financière de son investisseur Infinite Reality. Ibai est notamment contraint de payer avec ses propres fonds les impayés de son investisseur. À la fin de l'année, KOI et Infinite Reality se séparent, signant la fin de l'équipe espagnole en LEC. Cependant, OverActive Media, propriétaire de MAD Lions, trouve un accord de fusion-acquisition avec KOI. MAD Lions est renommé MAD Lions KOI pour l'année 2024.

#### Équipes actuelles
| Nat. | Pseudo   | Nom                      | Rôle     | Date d'entrée   |
| ---- | -------- | ------------------------ | -------- | --------------- |
|      | Myrwn    | Alex Pastor Villarejo    | Toplaner | 4 janvier 2024  |
|      | Elyoya   | Javier Prades Batalla    | Jungler  | 4 janvier 2024  |
|      | Jojopyun | Joseph Joon Pyun         | Midlaner | 6 décembre 2024 |
|      | Supa     | David Martínez García    | Botlaner | 4 janvier 2024  |
|      | Alvaro   | Álvaro Fernández del Amo | Support  | 4 janvier 2024  |

|  | Melzhet | Tomás Campelos     | Coach           | 4 janvier 2024  |
|  | Zeph    | Quentin Viguié     | Coach assistant | 4 janvier 2024  |
|  | Hansen  | Bjørn-Vegar Hansen | Coach assistant | 6 décembre 2024 |

| Nat. | Pseudo     | Nom                          | Rôle     | Date d'entrée   |
| ---- | ---------- | ---------------------------- | -------- | --------------- |
|      | Spooder    | Muhanad Sharad               | Toplaner | 6 décembre 2024 |
|      | Eckas      | Edgaras Strazdauskas         | Jungler  | 6 décembre 2024 |
|      | Fresskowy  | Bartłomiej Tomasz Przewoźnik | Midlaner | 4 janvier 2024  |
|      | UNF0RGIVEN | William Nieminen             | Botlaner | 6 décembre 2024 |
|      | Kamilius   | Kamil Košťál                 | Support  | 6 décembre 2024 |

|  | Raqo  | Max Temminck    | Coach           | 19 mai 2023      |
|  | Sotze | Davide Di Guida | Coach assistant | 16 décembre 2022 |

### L'équipe féminine de KOI (KOI Amethyst)
Le 31 mai 2023, KOI annonce une nouvelle équipe évoluant sur League of Legends : KOI Amethyst. La particularité de cette équipe, elle est composée exclusivement de joueuses, excepté le coach. Cette équipe fut annoncée afin de participer à l'Equal Esports Cup, une compétition organisée par la Deutsche Telekom où des rosters 100% féminins s'affrontent. Ainsi, Lorena « Emolga » Ortiz (toplane), Evelyn « Evelyn » Meddeler (jungle), 	Lilly Katarina « Lilium » Cintosun (midlane), Alex Sophie « Lady Helsing » Athanasiadis (AD Carry) et Victoria « Indifferent » de la Torre Serna (support) rejoignent l'équipe, accompagnées de Rigas « Rigas » Papadopoulos en tant que Coach pour l'équipe et de Sonia « Sakkuromi » Nieto Fonte, remplaçante pour l'équipe.
Pour le premier Closed Qualifier de la Equal Esports Cup, l'équipe se retrouve dans le groupe D et affronte SK Gaming Avarosa, contre qui elles s'inclineront 0-1. Elles se retrouvent face à Eintracht Spandau contre qui elles gagneront 1-0, tout comme face aux SeaPandas. Elles avancent vers la phase finale mais perdent 0-1 face à G2 Hel et sont élminées. Elles obtiendront la 5e-8e place.
Le second Closed Qualifier de la Equal Esports Cup ne se déroule pas de la même façon. Les joueuses se retrouvent une fois encore dans le groupe D et affrontent les French Bees de Vitality, contre qui elles s'inclineront. Elles font alors face à Team Orange Gaming, contre qui elles vont gagner, puis retrouvent une fois de plus les French Bees, et ne parviennent pas à avancer à la prochaine phase de la compétition avec une nouvelle défaite. Elles obtiendront la 9e-12e place.
Il est annoncé juste avant le début du troisième Closed Qualifier de la Equal Esports Cup que Alex Sophie « Lady Helsing » Athanasiadis (AD Carry) quitte l'équipe et laisse sa place à Jessica Lucy « Shirayuki » Domínguez Puerta (AD Carry). Les joueuses se retrouvent dans le groupe D et affrontent les BDS Valkyries, contre qui elle perdront. Elles vont ensuite affronter E Wie Einfach Esports contre qui elles prendront la victoire. Elles se retrouvent finalement face aux French Bees de la Team Vitality et s'inclinent une nouvelle fois face à elles. Elles obtiendront au final la 9e-12e place.
Pour la dernière étape de la Equal Esports Cup, KOI annonce que Jasmin « Jay » Ajanovic devient le nouveau coach de l'équipe. KOI Amethyst se retrouve dans le groupe C, où ils affrontent Solary Academy. Elles s'inclineront et iront dans le loser bracket, où elles parviendront à battre Gamers Legion. Malheureusement, le roster retombera face à la Solary Academy et s'inclinera une nouvelle fois. Une fois de plus, l'équipe aura la 9e-12e place de ce qualifier.
Le 4 octobre 2023, l'équipe annonce qu'ils se séparent de l'entièreté du roster.

## Valorant

### Débuts en ligue espagnole
C'est le 15 décembre 2021 qu'est officiellement annoncée l'arrivée de KOI sur Valorant, mais ce n'est que le 5 janvier 2022 que son roster est officialisé. Ainsi, Ladislav « Sacake » Sachr, Gabriel « starkk » Marques, Oskar « PHYRN » Palmqvist, Joona « H1ber » Parviainen et Gabriel « shrew » Gessle rejoignent l'équipe, accompagnés par Antonio « Aska » Lozano et Sergio « Sikak0 » Rodríguez au niveau du coaching staff et Gerard Vicente « ThoR » Domínguez en tant que remplaçant.
Leur première compétition a eu lieu le 12 janvier 2022, et durant le VCT 2022 - Open Qualifier, ils terminent à la 5e-8e place et ne pourront donc ni passer au Closed Qualifier, ni au EMEA Challengers. Ils joueront leurs premiers matchs au Valorant Regional League Spain (VLR Spain), où durant la première partie de la saison, ils termineront 3e-4e en s'inclinant face à Rebels Gaming 2-3 durant les playoffs. Entre les 2 saisons de la ligue régionale, Joona « H1ber » Parviainen est remplacé par Ramses « Famssi » Koivukangas tandis que Gabriel « starkk » Marques est mis sur le banc et remplacé par Alberto « neptuNo » González. Gabriel « shrew » Gessle subit le même sort que son coéquipier et se fait bench à son tour, remplacé par Martin « Magnum » Peňkov. Malgré ces changements, KOI finira à une triste 9e place durant la saison régulière de la seconde phase du VRL Spain.
Ils parviendront cependant à éviter la relégation, en gagnant leur match de barrage contre le Real Betis. Cette victoire signe la fin de la Saison 2022 de KOI sur Valorant.

### KOI en VCT EMEA
Fin décembre 2022, en même temps que l'annonce du partenariat avec Rogue, Ibai annonce que son équipe, KOI, fera partie du Valorant Champions Tour (VCT), la nouvelle ligue franchisée de la région EMEA de Riot, ce qui les fait donc quitter la ligue espagnole. L'entièreté du roster de l'année dernière est remplacé par de nouveaux joueurs et entraîneurs. Ils laissent la place à Jose « koldamenta » Herrero, Bogdan « Sheydos » Naumov, Nikita « trexx » Cherednichenko et Berkant « Wolfen » Joshkun. KOI signe également André « BARBARR » Möller et Alex « goked » Kie en tant qu'entraîneurs. Ils confirmeront plus tard l'arrivée de Tyler « Bambino » Jay en tant que coach assistant et analyste, ainsi que Patryk « starxo » Kopczyński pour compléter le groupe de joueurs.
Pour la première compétition internationale de l'équipe, KOI se rend à São Paulo pour jouer le LOCK//IN. Malheureusement pour l'équipe, ils se font sortir dès le premier tour par l'un des favoris : NRG Esports. L'équipe cependant tient tête à NRG, ce qui laisse un bon présage pour la suite de la saison.
Lors de la saison régulière de VCT EMEA, KOI surprend en faisant tomber Natus Vincere dès la première journée. Cependant, le club ne confirme pas ses bons débuts et enchaîne les mauvais résultats par la suite. Le club espagnol termine à la 9e et avant-dernière place, devant sa rivale directe Karmine Corp, mais défaits 2-1 par l'écurie française lors de la première rencontre dans le cadre d'une compétition officielle entre les deux clubs. KOI est éliminé ainsi de la course aux Masters de Tokyo.
Ils jouent ensuite un tournoi de la dernière chance pour tenter d'atteindre les VCT Champions 2023. Le club connaît un regain de forme, battant successivement Team Heretics puis Natus Vincere. Ils ne sont qu'à une victoire de la qualifications aux Champions de Los Angeles, et ont deux tentatives pour y arriver. Malheureusement, KOI trébuche successivement face à Giants puis à NaVi, ce qui les élimine. La saison VCT EMEA de KOI s'arrête sur ces 2 défaites.

### Équipe actuelle
| Nat. | Pseudo   | Nom             | Rôle           | Date d'entrée    |
| ---- | -------- | --------------- | -------------- | ---------------- |
|      | Sheydos  | Bogdan Naumov   | Joueur         | 16 décembre 2022 |
|      | GRUBINHO | Grzegorz Ryczko | Joueur         | 9 février 2024   |
|      | Filu     | Dawid Czarnecki | Joueur         | 7 novembre 2024  |
|      | Flyuh    | Xavier Carlson  | In-game leader | 7 novembre 2024  |
|      | Soulcas  | Dom Sulcas      | Joueur         | 7 novembre 2024  |

|  | Gorilla | Harry Mepham | Coach           | 7 novembre 2024 |
|  | Bambino | Tyler Jay    | Coach assistant | 3 février 2023  |
|  | temoc   | Laike Lewis  | Coach assistant | 7 novembre 2024 |

## Teamfight Tactics
Antonio « Reven » Pino, ancien joueur professionnel de League of Legends, représente KOI sur Teamfight Tactics. Fin 2022, il a participé à la finale des Rising Legends sur le set "Dragonlands" de TFT, où il finira 29e.

## EA Sports FC
Le 3 octobre 2022, KOI annonce son arrivée sur FIFA 23. Ils engagent Jacobo « Chousita » Chousa et Jose « Jotaba » Bailon en tant que joueurs, et Carlos « Lgend » Pereiras en tant que coach. Ils jouent dans la e-LaLiga avec le FC Andorra. En mai, lors des playoffs du Fifae Club Series 2023, les joueurs s'inclineront lors d'un match face à Movistar Riders, équipe jouant avec l'Atlético de Madrid, et finiront à la 3e position de la compétition.
À la suite de la fusion avec Movistar Riders, le 4 janvier 2024, Andoni "Andonii" Payo Martin, Valentín "Lavinten" Bandeo et Sergio "Espi" Espier deviennent des joueurs Movistar KOI. Ensemble, ils ont remporté la coupe du monde des clubs FIFAe en 2022. De l'équipe KOI, Jotaba est conservé alors que Chousita quitte le club. Jotaba quitte également le club en février.

### Joueurs actifs
| Nat. | Pseudo   | Nom                | Rôle   | Date d'entrée   |
| ---- | -------- | ------------------ | ------ | --------------- |
|      | Andonii  | Andoni Payo Martin | Joueur | 17 janvier 2017 |
|      | Lavinten | Valentín Bandeo    | Joueur | 2 novembre 2023 |

|  | Espi | Sergio Espier | Coach | 20 mai 2019 |

## Rocket League
Avec le partenariat avec Rogue, KOI entre dans la ligue régionale nord-américaine de Rocket League et récupère les joueurs précédemment chez Rogue : Eli « night » Price, Christopher « Aqua » Campbell et Jirair « Gyro » Papazian, ainsi que Gabriel « CorruptedG » Vallozzi en tant que coach. Après de nombreux résultats moyen, l'équipe parvient à décrocher une 5e-8e place aux RLCS Winter - NA. Le 19 avril 2023, Eli « night » Price et Christopher « Aqua » Campbell sont remplacés par Gianluca « sosa » Petrozza et Carlos « CHEESE » Aguado. L'équipe jouera un Showmatch au Gamers8, face à Team Liquid, contre qui elle s'inclinera 1 à 3. En septembre, l'équipe annonce sa séparation avec ses joueurs et en octobre, avec son entraîneur. KOI officialise son départ de la scène le 17 novembre 2023, tandis que Rogue ne recréé pas d'équipe Rocket League.

## Rainbow Six Siege
KOI, grâce au partenariat avec Rogue accède à la compétition sur Rainbow Six Siege. L'équipe est alors composée de Leon « LeonGids » Giddens, Pascal « cryn » Alouane, Tom « Deapek » Pieksma, Juhani « Kantoraketti » Toivonen et William « Spoit » Löfstedt au niveau des joueurs, ainsi que Matthew « meepeY » Sharples, Tristan « Saethus » Savage et Bernadette « Bernie » Ramaker pour le coaching staff. Léa « leacharls » Charles rejoint KOI en tant que manager. Durant le Six Invitational 2023, l'équipe termine à la 5e-6e place, après s'être inclinée face à Astralis 1-2. Ils gagneront tout de même 135 000$ avec leur positionnement final dans la compétition. Après ce Six Invitationnal, Juhani « Kantoraketti » Toivonen et Matthew « meepeY » Sharples annoncent partir de l'équipe, tout comme William « Spoit » Löfstedt peu après. Pour remplacer les 2 joueurs, ils choisiront Jake « Leadr » Fortunato et Adam « nudl » Hryceniak, et afin de substituer meepeY, c'est Tristan « Saethus » Savage, précédemment Analyste pour l'équipe qui sera promu Head Coach. Le 6 juillet 2023, Adam « nudl » Hryceniak et Jake « Leadr » Fortunato quittent KOI. Ils seront remplacés par Jack « Jigsaw » Gillies et Adam Imre « Hxsti » Hostisoczki. Ils joueront la seconde phase de l'Europe League, mais sans franc succès. Ils finiront à la 9e-10e position et finissent dernier de leur groupe.
À la suite de la séparation entre KOI et Infinite Reality, Rogue reprend la direction de l'équipe Rainbow Six Siege. Rogue abandonnera cependant cette section un mois après pour se concentrer sur son unique équipe restante en LEC.

## Palmarès
| League of Legends | Valorant                                                           | FIFA et EA Sports FC                                         | Counter Strike | Rocket League |
| --- | ------------------------------------------------------------------ | ------------------------------------------------------------ | --- | ------------- |
| - League of Legends EMEA Championship (LEC) - Finaliste Estival en 2016 (Splyce) - Champion Printanier en 2021 (MAD Lions) - Champion Estival en 2021 (MAD Lions) - Champion Printanier en 2023 (MAD Lions) - Finaliste Hivernal en 2024 (MAD Lions KOI) - EMEA Masters - Champion Estival en 2018 (MAD Lions) - Finaliste Estival en 2023 (Movistar Riders) - SuperLiga - Champion Printanier en 2018 (MAD Lions) - Champion Estival en 2018 (MAD Lions) - Champion Printanier en 2019 (Splyce Vipers) - Champion Estival en 2020 (Movistar Riders) - Champion Printanier en 2023 (Movistar Riders) - Champion Estival en 2023 (Movistar Riders) - Iberian Cup - Vainqueur en 2018 (MAD Lions) - Vainqueur en 2019 (MAD Lions) - Finaliste en 2023 (KOI) | - Valorant Regional League: France - Finaliste en 2022 (MAD Lions) | - FIFAe Club World Cup - Vainqueur en 2022 (Movistar Riders) | - Flashpoint : - Vainqueur de la saison 1 (MAD Lions) - ESL Challenger at Dreamhack - Vainqueur à Valence en 2022 (Movistar Riders) - Vainqueur à Melbourne en 2023 (Movistar Riders) - RTP Arena Cup - Vainqueur en 2021 (Movistar Riders) - Vainqueur en 2022 (Movistar Riders) - Vainqueur en 2023 (Movistar Riders) - ESL Masters España - Vainqueur de la saison 2 (Movistar Riders) - Vainqueur de la saison 7 (Movistar Riders) - Vainqueur de la saison 8 (Movistar Riders) - Vainqueur de la saison 9 (Movistar Riders) - Vainqueur de la saison 10 (Movistar Riders) |               |
| TeamFight Tactics | Rainbow Six Siege                                                  | Pokémon                                                      | Fortnite | Free Fire     |
| |                                                                    |                                                              | |               |